# Angraecum scottianum
Angraecum scottianum là một loài lan.
 Tư liệu liên quan tới Angraecum scottianum tại Wikimedia Commons

## Hình ảnh

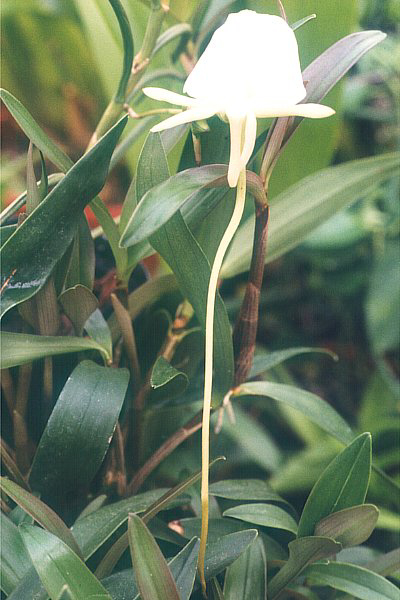
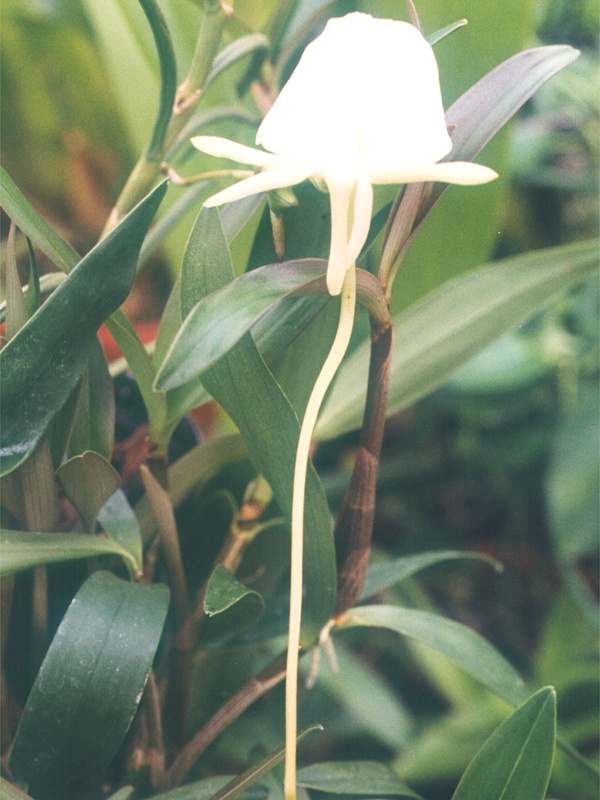
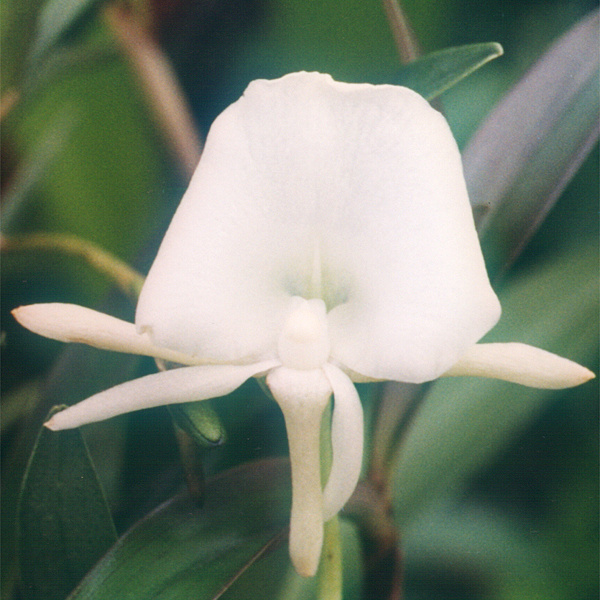
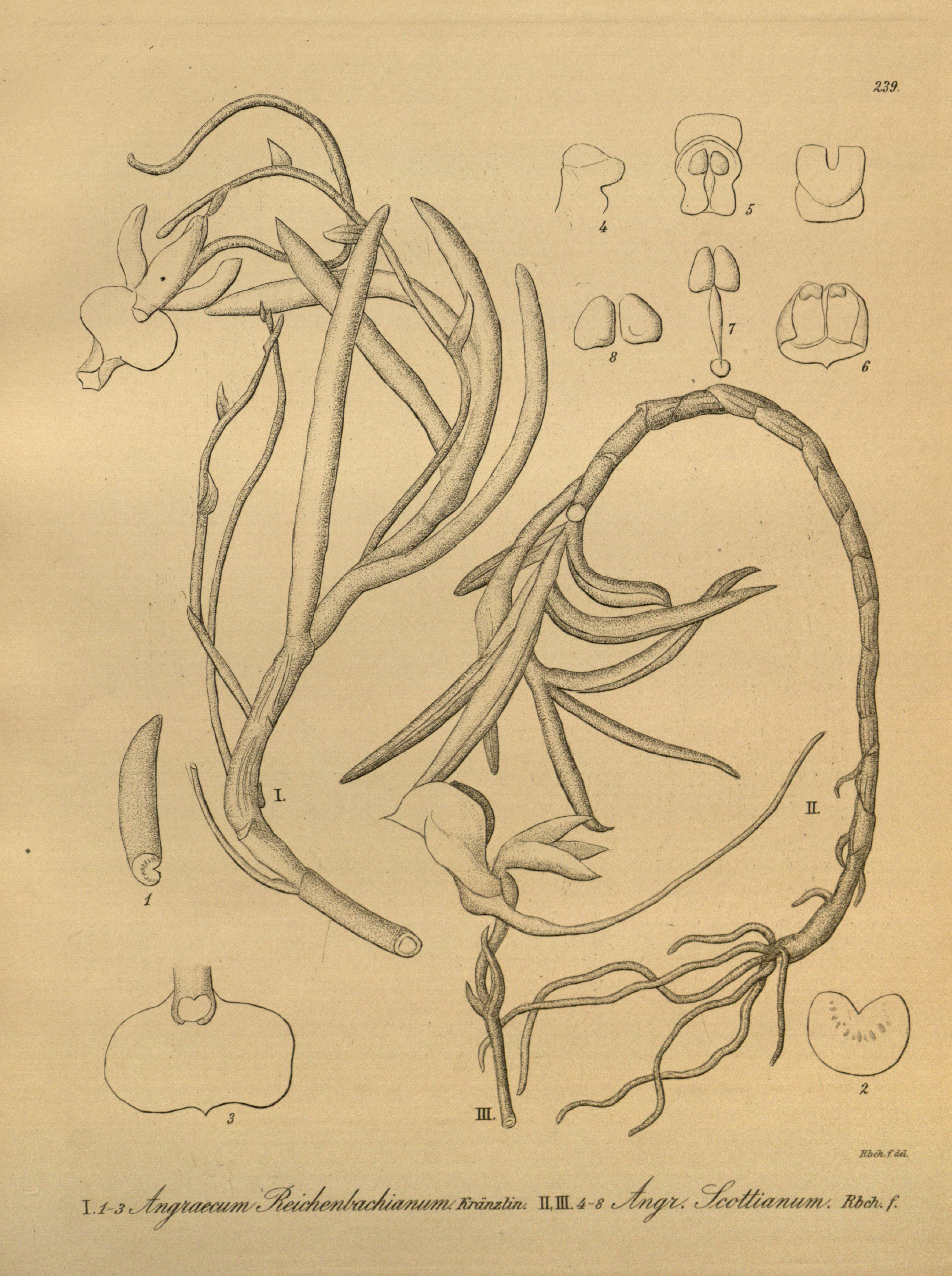